# Атлантик
Атлантик (англ. Atlantic) — британский трансатлантический лайнер, построенный на верфи «Харланд энд Вольф». Крушение «Атлантика» в 1873 году было самой крупной морской катастрофой в Северной Атлантике по числу жертв до крушения лайнера «Ла Бургонь» в 1898.

## Постройка, первый рейс
Как только Томас Генри Исмей стал главой «Уайт Стар Лайн», он подписал с верфью «Харланд энд Вольф» договор на строительство четырёх пароходов. Первым из них был «Океаник». Вторым — «Атлантик», спущенный на воду в 1871 году. Ещё 6 месяцев ушло на отделку. «Атлантик» имел просторный обеденный салон в первом классе. В первый рейс отправился 10 июня 1871 года и через семь дней прибыл в Нью-Йорк. Во время пятого рейса выиграл «Голубую ленту Атлантики», идя со средней скоростью в 15,4 узла. В 1872 году потерял «Голубую ленту» в пользу SS Baltic.

## Гибель
В последний рейс вышел 20 марта 1873 года под командованием капитана Уильямса. «Атлантик» зашёл в Куистаун, где взял пассажиров и почту. Первая половина плавания прошла благополучно. В сутки «Атлантик» проходил 110 миль. 31 марта второй помощник сообщил капитану что на борту осталось 150 тонн угля. Капитан Уильямс только недавно поступил на службу «Уайт Стар Лайн» и получил от компании строгий наказ прийти в порт строго по графику. Уильямс принял решение идти в ближайший порт Галифакс. Было приказано увеличить скорость до 12 узлов. Ближе к полуночи Атлантик попал в густой туман, но не сбавил хода. На подходе к гавани Галифакса поднялся шторм, и капитан приказал уменьшить ход до 6-ти узлов. Второй помощник доложил капитану, что «Атлантик» окружён льдами. «Атлантик» потряс сильный удар. Корабль накренился и волнами с левого борта смыло шлюпки. Пассажирам было приказано собраться у правого борта и ждать дальнейших указаний. Началась паническая посадка в шлюпки, из-за крена спустить их было невозможно. Через 20 минут судно разломилось на две части. Кормовую часть, где находилась большая часть пассажиров, отнесло течением, где её захлестнула волна. Носовая часть накренилась на левый борт. Помощники капитана доплыли до скалистого берега и закрепили трос для эвакуации. Не менее 50 человек воспользовались данным обстоятельством. Спасательные шлюпки появились только утром. Они подобрали оставшихся выживших и высадили их на берег.

## Расследование и последствия катастрофы
Во время следствия выяснилось, что капитан Уильямс, несмотря на свой опыт, никогда не был в Галифаксе, как и все члены экипажа. Оказалось, что «Атлантик» столкнулся с подводными камнями острова Марс, пропустив огонь маяка Самбро. Из 845 человек выжило только 300 пассажиров.